# Mustache Funk
"Moustached Funk" é um documentário ucraniano de Oleksandr Kovsh e Vitaliy Bardetsky sobre conjuntos vocais e instrumentais da década de 1970, que se tornaram como grupos folclóricos ocidentais na União Soviética.
O documentário explora o fenómeno do chamado "funk bigodado" da "idade de ouro" da música pop ucraniana, e fala sobre grupos como "Smerichka", "Svityaz", "Arnica", "Kobza", "Patterns of Ways", "March", "Bells", "Waterfall", entre outros.